# Dobrodo
Dobrodo (cyr. Добродо) – wieś w Serbii, w okręgu zlatiborskim, w mieście Užice. W 2011 roku liczyła 232 mieszkańców.